# Casa Pere Alier i Vidal
La casa Pere Alier i Vidal és un edifici situat al carrer del Comerç, 29 (antic 43) de Barcelona, catalogat com a bé cultural d'interès local.

## Història

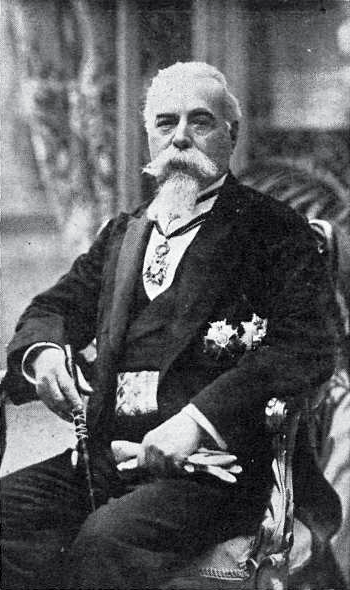
Pere Alier i Vidal vestit de gala

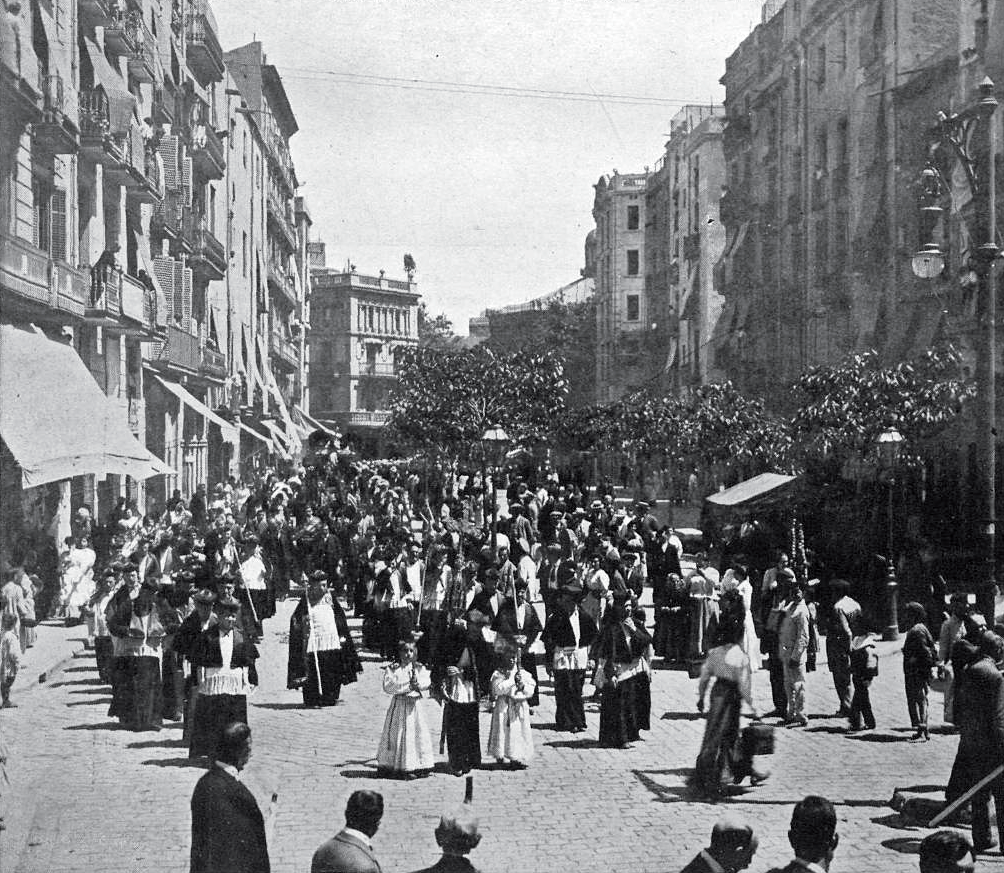
Enterrament de Pere Alier i Vidal al passeig del Born (1911)

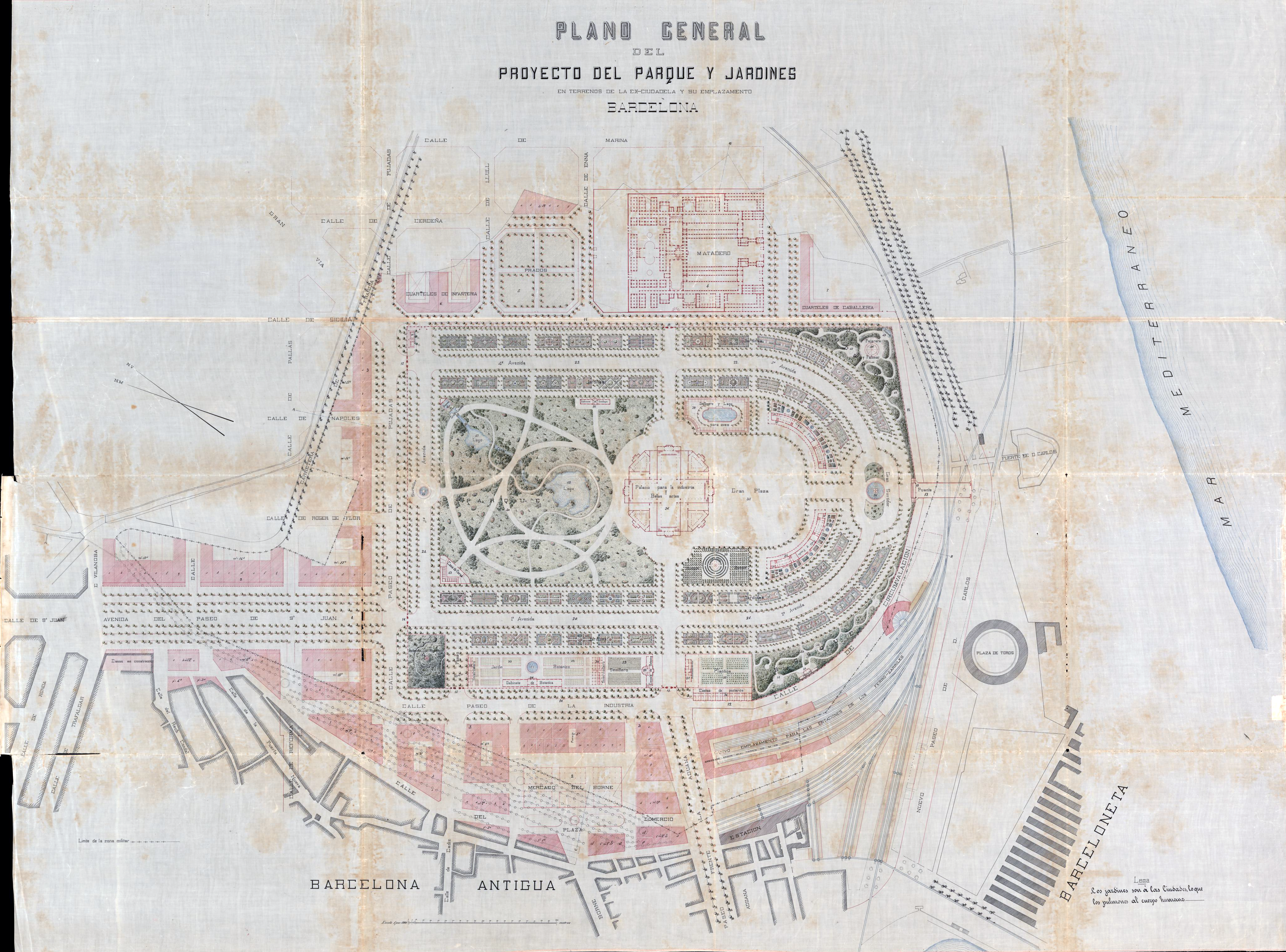
Projecte d'urbanització dels terrenys de l'antiga Ciutadella

Va ser encarregat el 1882 al mestre d'obres Jeroni Granell i Mundet per a l'empresari i polític Pere Alier i Vidal (1833-1911), que hi va establir el despatx de la seva fàbrica de xarxes.

## Descripció
Edifici de planta baixa, entresol, planta principal, primer i segon pis. Té uns baixos consistents en una successió d'arcades de mig punt sobre pilastres d'ordre toscà. En total són tres obertures, la segona de les quals és la porta principal, mentre que les altres pertanyen a comerços. Inserides dins de l'espai de cada arc estan les finestres corresponents a l'entresol. Una filera de permòdols, alternats de tant en tant amb cartel·les guarnides amb fulles d'acant, estan presents sota la barana de ferro forjat del pis principal, que destaca per la seva ornamentació de lires. És una única barana que uneix els tres balcons. Sobre cada obertura hi ha un frontó historiat, al capdamunt del qual hi ha un motiu escultòric central en forma de medalló amb una rosa dels vents al seu interior i unes volutes als cantons.
Als pisos superiors hi segueix havent tres balcons, però aquest cop individuals, amb llosana sustentada per mènsules i sense cap classe d'ornamentació a la llinda. A sota del coronomaent hi ha una sèrie de respiralls. La cornisa, que és plana, descansa sobre mènsules i permòdols, disposats alternativament.